# Great Guana Cay
Great Guana Cay är en ö i Bahamas.   Den ligger i distriktet Hope Town District, i den norra delen av landet, 180 km norr om huvudstaden Nassau.